# Équipe cycliste Kotter's
L'équipe cycliste Kotter est une équipe cycliste allemande ayant existé de 1979 à 1990.

## Histoire de l'équipe
Konrad Kotter fonde l'équipe Kondor en 1979, qui s'arrête fin 1980.
En 1981, il poursuit son implication dans le cyclisme avec l'équipe Kotter's Racing. Elle est fondée et financée essentiellement par l'entrepreneur Konrad Kotter de Schechingen dans le Wurtemberg. Son entreprise produit des chambres à air, des cadres pour vélos de course ainsi que des vélos complets sous le nom d'Albuch Kotter. Il avait auparavant vendu des cadres italiens et des vélos complets en Allemagne sous le nom de Kondor. Après la faillite de Kondor, l'entreprise passe entre d'autres mains (Albuch Fahrradfabrik GmbH à Böhmenkirch).
L'objectif de Kotter lors de la création de l'équipe est de former une équipe autour de Dietrich Thurau avec comme objectif de participer au Tour de France au plus tard en 1983. Mais il connait quelques déceptions notamment avec Thurau, dont le contrat est résilié prématurément. En 1982, l'équipe court tous les monuments cyclistes à l'exception de Milan-San Remo. 
Fin 1982, Kotter dissout en grande partie l'équipe en raison d'un manque de résultat. À partir de 1983, il n'y avait pas de véritable structure d'équipe et seuls quelques coureurs individuels sont sponsorisés. Kotter reste le sponsor des coureurs restants jusqu'en 1987, après quoi le sponsoring se poursuit par la société Albuch Kotter jusqu'en 1991. Les derniers coureurs à rouler pour Kotter's-Albuch sont Martin Penc et Teodor Cerny.

## Principaux coureurs
- Heinz Betz
- Werner Betz
- Jürgen Colombo
- Hans-Peter Jakst
- Ludo Loos
- Roy Schuiten
- Dietrich Thurau

## Principales victoires
- 1981
  - Prologue et une étape du Tour d'Allemagne
  - Une étape de Tirreno-Adriatico